# Al-Awazim
Al-Awazim (àrab: العوازم, al-ʿAwāzim, en singular: al-azimí, العازمي, al-ʿāzimī, els homes, i al-azimiyya, العازمية, al-ʿāzimiyya, les dones) són una tribu del nord-est d'Aràbia. Fins vers el 1921 foren vassalls dels Udjman. Viuen entre Aràbia Saudita i Kuwait a l'antiga zona neutral.
No són considerats àrabs purs i les altres tribus no s'hi barregen, però es van guanyar la consideració de la classe dirigent de l'Aràbia Saudita perquè foren dels primers i més valents combatents a favor del rei Abd al-Aziz ibn Saud amb els conflictes amb altres tribus de l'Aràbia Oriental entre 1915 i 1929.